# GECONSFOR
Der Einsatzverband GECONSFOR (German Contingent Stabilization Force) war Deutschlands Beitrag zu den NATO-Kräften der SFOR-Mission. Hauptauftrag war die Stabilisierung des noch jungen Friedens in Bosnien-Herzegowina.

## Einsatz

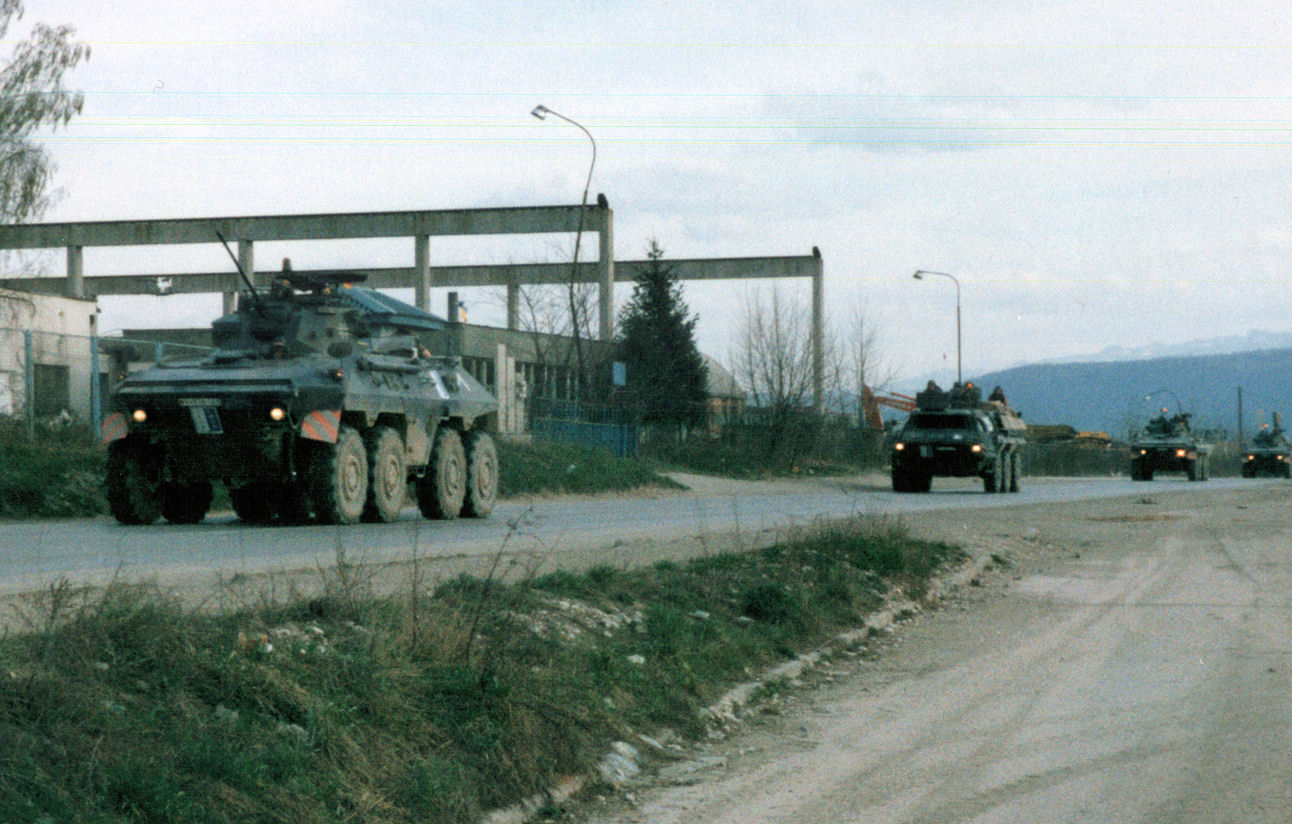
Typische SFOR-Patrouille mit Aufklärungspanzer Luchs und Transportpanzer Fuchs

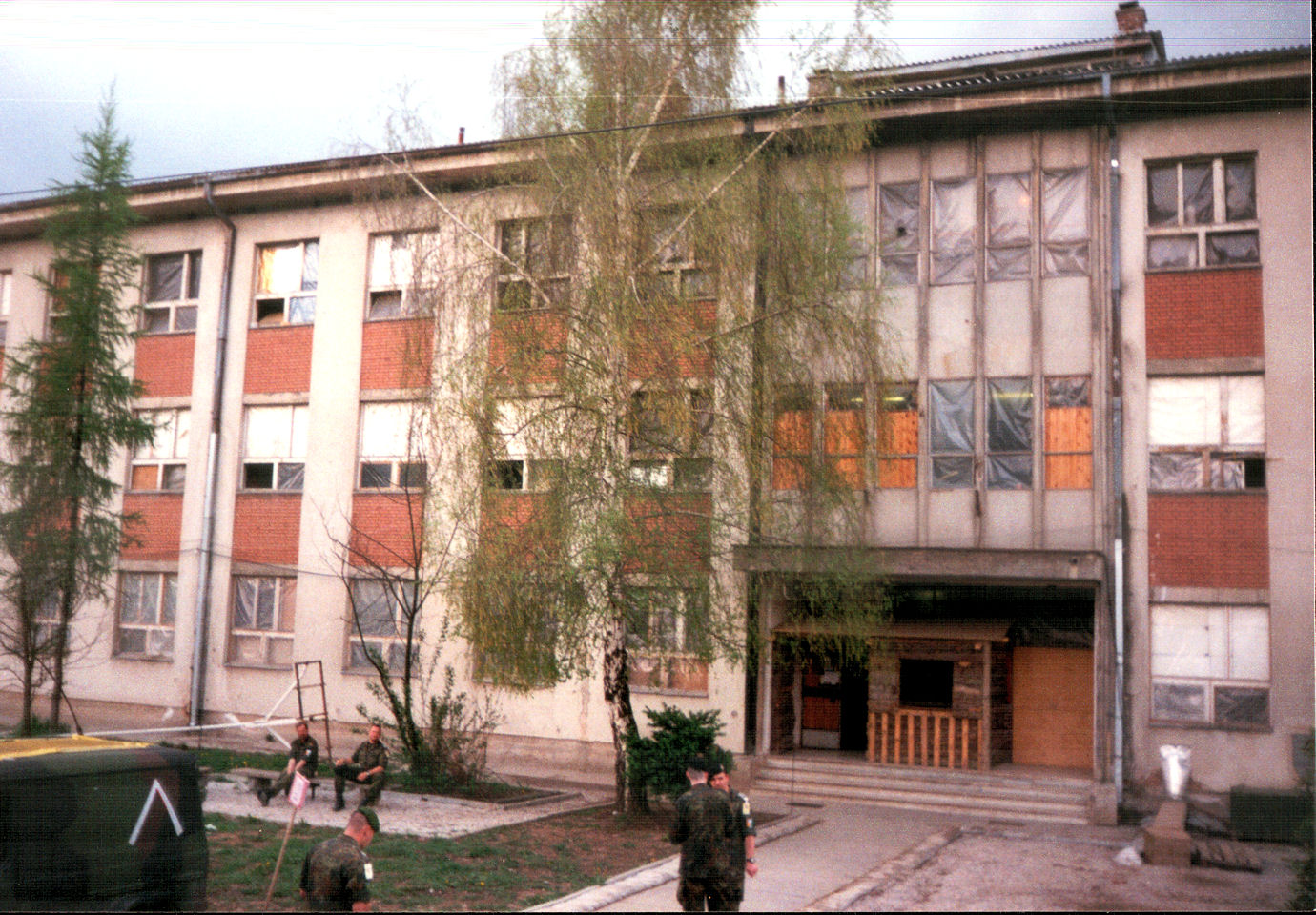
Hauptquartier des Stabes der GECONSFOR im Feldlager Rajlovac

Am 13. Dezember 1996 hatte der Deutsche Bundestag mit großer Mehrheit der weiteren Beteiligung an der NATO-Operation zur militärischen Absicherung des Friedensprozesses im früheren Jugoslawien zugestimmt. Das neue Mandat schloss sich direkt an das am 20. Dezember 1996 abgelaufene IFOR-Mandat an. Am 2. Dezember 2004 endete das SFOR-Mandat endgültig.
Von rund 3.300 deutschen Soldaten war der Heeresanteil mit rund 2.400 Bundeswehrangehörigen direkt in Bosnien-Herzegowina stationiert. Das in Kroatien stationierte Nachkommando GECONIFOR wurde bis Ende Februar 1997 nach Deutschland zurückverlegt. Die Standorte an der dalmatinischen Küste wurden aufgelöst. Der Luftwaffenanteil war in Italien stationiert und unterstützte mit Transportflugzeugen von Deutschland aus. Der Marineanteil operierte in der Adria.
Der deutsche Heeresanteil GECONSFOR (L) war mit Masse am Nordrand von Sarajevo im Feldlager Rajlovac stationiert. Weitere deutsche Heerestruppenteile befanden sich in Mostar (MND-SE), in Ilidža (NATO-Hauptquartier SFOR/LANDCENT) und im kroatischen Zagreb (Support Command SFOR).
Für die NATO-Operation stellte Deutschland ein Heereskontingent bereit, bestehend aus:
- dem „Gepanzerten Einsatzverband“ genannten Überwachungsverband aus Panzeraufklärungs- und Infanteriekräften als Teil eines gemeinsamen deutsch-französischen Einsatzverbandes
- Pionierkräfte
- Heeresflieger
- Aufklärungstrupps, Drohnenaufklärungskräfte, Kräfte für die Elektronische Kampfführung
- die bisher im Rahmen von IFOR eingesetzte Sanitätskomponente in reduziertem Umfang
- Stabs-, Sicherungs-, Führungsunterstützungs- und Logistikelemente

Dazu kamen ein Luftwaffen- und ein Marinekontingent sowie Personal und Führungsunterstützungskräfte für die internationalen Hauptquartiere. Abhängig von der Lageentwicklung konnten zusätzliche Truppen zur Verstärkung des eigenen Kontingents eingesetzt werden (bis zu 300 Soldaten).

## Leitverbände der Deutschen Heereskontingente der SFOR-Nachfolgemission Bosnien-Herzegowina

### 1. Heereskontingent: Juli 1998 bis Dezember 1998
Der Kontingentwechsel vom 5. Kontingent GECONSFOR aus dem ursprünglichen SFOR-Mandat (Operation Joint Guard) zum 1. Kontingent des SFOR-Folgemandat (Operation Joint Forge) begann ab 6. Juli 1998 und war am 20. Juli abgeschlossen. Insgesamt wurden 2.200 Soldaten dem 1. Heereskontingent zugeordnet. Die bisherige Bezeichnung Nationaler Befehlshaber im Einsatzgebiet wurde in Kommandeur deutsches Heereskontingent SFOR und Nationaler Befehlshaber im Einsatzgebiet Heer geändert.  Kommandeur des 1. Kontingents wurde Brigadegeneral Klaus Holländer, Kommandeur der Panzerbrigade 36. Er unterstand unmittelbar dem Heeresführungskommando in Koblenz. Das Führungszentrum der Bundeswehr setzt wiederum Entscheidungen des Bundesministers der Verteidigung um und war insofern weisungsbefugt gegenüber dem Heeresführungskommando.

### 2. Heereskontingent: Dezember 1998 bis April 1999
Hier handelt es sich um das 2. Nachfolgekontingent. Das Leitkommando hatte das IV. Korps in Potsdam. Der Stab des Deutschen Heereskontingentes erfolgte durch das Wehrbereichskommando VII und der 13. Panzergrenadierdivision aus Leipzig zuzüglich einer Stabs- und Fernmeldekompanie des Führungsunterstützungsregiments 70 aus Leipzig.
Der Stab und die Stabskompanie des deutschen Anteils an der Multinationalen Division Süd-Ost (MND SE) übernahm das Wehrbereichskommando V mit der 10. Panzerdivision aus Sigmaringen.
Der deutsche Anteil an der Deutsch-Französischen Gruppe (DFGFA) der Multinational Brigade Centre innerhalb der MND SE umfasste folgende Verbände:
- Stab und Stabskompanie der Jägerbrigade 37 aus Frankenberg
- Gepanzerter Einsatzverband (GepEinsVbd)
  - Panzeraufklärungsbataillon 13 aus Gotha
  - Jägerbataillon 371 aus Marienberg
  - Fallschirmjägerbataillon 373 aus Doberlug-Kirchhain (vorrangig 4./373 als "Auffüllung" Jägertruppe für die 371)
- Logistikbataillon des Logistikregiments 13 aus Weißenfels
- Sanitätseinsatzverband aus dem gemischten Lazarettregiment 12 aus Feldkirchen
- Drohnenbatterie des Artillerieregiments 13 aus Mühlhausen
- Feldjägerkompanie des Feldjägerbataillons 701 aus Leipzig
- ABC-Abwehrkompanie des ABC-Abwehrbataillons 805 aus Prenzlau
- Pionier- und Feldlagerbetriebskompanie der Pionierbrigade 70 aus Gera
- Gemischte Heeresfliegerstaffel des Heeresfliegerregiments 15 aus Rheine
- Fernmeldeelektronische Aufklärungskompanie des Fernmelderegiments 320 aus Frankenberg
- außerdem Soldaten zur Aufklärung aus der Führungsunterstützungsbrigade 900 aus Rheinbach und der Information aus dem Operative Informationsbataillon 950 aus Andernach.

### 3. Heereskontingent: April 1999 bis August 1999
Das Leitkommando hatte das 1. Deutsch-Niederländische Korps in Münster. Der Stab des Deutschen Heereskontingentes erfolgte durch das Wehrbereichskommando III und der 7. Panzergrenadierdivision aus Düsseldorf. Daneben die Stabs- und Fernmeldekompanie des Führungsregiments 30 aus Düsseldorf, der Einsatzunterstützungsverband aus dem Logistikregiment 7 aus Unna und ein Sanitätseinsatzverband aus der Sanitätsbrigade 1 aus Leer.
Der deutsche Anteil an der Multinationalen Division Süd-Ost (MND SE) aus dem Wehrbereichskommando V / 10. Panzerdivision umfasste:
- eine gemischte Heeresfliegerstaffel aus dem Heeresfliegerregiment 15 aus Rheine
- eine Fernmeldeelektronische Aufklärungskompanie des Fernmelderegiments Elektronische Kampfführung 320 aus Frankenberg
- eine Drohnenbatterie des Artillerieregiments 7 aus Dülmen
- sowie Soldaten der Führungsunterstützungsbrigade 900 aus Rheinbach

Der deutsche Anteil an der Deutsch-Französischen Gruppe (DFGFA) innerhalb der MND SE umfasste folgende Verbände:
- Stab und Stabskompanie aus der Panzerbrigade 21 aus Augustdorf
- Feldjägerkompanie des Feldjägerbataillons 730 aus Hilden
- Pionier- und Feldlagerbetriebskompanie und ABC-Abwehrkompanie aus der Pionierbrigade 30 aus Hilden
- Gepanzerter Einsatzverband (GepEinsVbd)
  - Panzergrenadierbataillon 212 aus Augustdorf
  - Panzeraufklärungsbataillon 3 aus Lüneburg
- Operative Information durch das Operative Informationsbataillon 950 aus Andernach.

Juni 1998 – Dezember 1998 1. Folgekontingent SFOR Panzergrenadierbataillon 391
Januar 1999 – Juni 1999   2. Folgekontingent SFOR
Juli 1999 – Dezember 1999 3. Folgekontingent SFOR
Januar 2000 – Juni 2000   4. Folgekontingent SFOR
Juli 2000 – Dezember 2000 5. Folgekontingent SFOR Panzergrenadierbataillon 391